# Pegomya macalpinei
Pegomya macalpinei är en tvåvingeart som beskrevs av Griffiths 1983. Pegomya macalpinei ingår i släktet Pegomya och familjen blomsterflugor. Inga underarter finns listade i Catalogue of Life.